# Someone like You
«Someone like You» (у перекладі з англ. — «Такий, як ти») — пісня британської співачки Аделі з її другого студійного альбому «21». Композиція була написана Адель і американським автором і продюсером Деном Вілсоном. Вона була випущена XL Recordings як сингл 24 січня 2011 року у Великій Британії і 9 серпня 2011 року в США, зайнявши там перші місця в хіт-парадах. Пісня очолила хіт-паради Австралії, Великої Британії, Ірландії, Італії, Нової Зеландії, США. В англійському чарті UK Singles Chart сингл очолював 5 тижнів поспіль. Після того як сингл став № 1 в Billboard Hot 100, Адель стала першою британською співачкою в історії, у якій відразу два сингли з одного альбому очолювали цей головний американський хіт-парад. У липні 2011 року сингл став платиновим в Англії і досяг тиражу 2 008 000 копій в США.
Як зауважив Нітсу Абебі з New York Magazine, в США «Someone like You» став першим хітом номер один, який не містив нічого, крім вокалу і звуків фортепіано. За сингл Адель була удостоєна премії «Греммі» в номінації «Найкраще сольне поп-виконання».

## Учасники
За даними з альбому 21.
- Адель — текст, музика, вокал, продюсування
- Philip Allen — звуко-інженер
- Tom Coyne — аудіомастеринг
- Tom Elmhirst — аудіомікширування
- Dan Parry — аудіомікширування
- Ден Вілсон — текст, продюсування, фортепіано